# آشپزی قزاقی

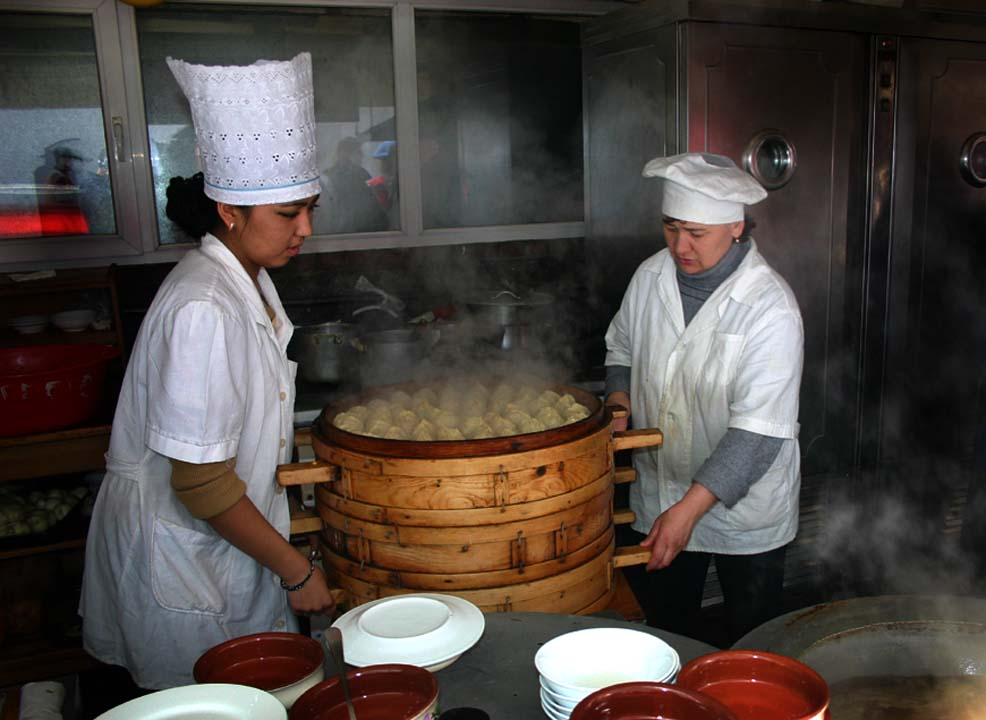
تهیه یک غذای قزاقی.

آشپزی قزاقی (انگلیسی: Kazakh cuisine) به طور سنتی برروی گوشت گوسفند، گوشت اسب و انواع فراورده‌های لبنی تمرکز یافته و رواج این آشپزی در کشور قزاقستان است. برای صدها سال، مردم قزاق گله‌دارانی بودند که گوسفندان دنبه پهن، شترهای باختری و اسب‌ها را به منظور حمل‌ونقل، تهیه لباس و غذا پرورش می‌دادند.